# Tőzegorchidea
A tőzegorchidea vagy fiókás tőzegorchidea (Hammarbya paludosa) a kosborfélék családjába tartozó, tőzeglápokon előforduló, nehezen megtalálható növényfaj.

## Megjelenése
A tőzegorchidea apró, nehezen észrevehető növény, amely többnyire megbújik a nála magasabb sás vagy a fűszálak között. Magassága általában 4–8 cm között, ritkán 15 cm-re is megnőhet. Rizómája függőleges, amely együtt növekszik az aljzatul szolgáló tőzegmoharéteg vastagodásával. Valódi gyökerei nincsenek, a tápanyagokat a rizómájába beépülő gombafonalak révén szerzi be. Sárgászöld, szögletes szára és 2-3 (ritkán 4) tőlevele egy borsónyi álgumóból sarjad, amely a tőzeg vastagodásával minden évben újranő. A levelek megnyúlt ellipszis alakúak, húsosak, halványzöld vagy sárgászöld színűek. Szélük és csúcsuk befelé göngyölődik. A száron további 1-3 apró, pikkelyszerű szárlevél nő, csúcsukon 7-35 db apró sarjhagymácska fejlődik. 
Július-augusztusban virágzik. Virágzata 1,5–6 cm magas kalászszerű fürt, amely akár 25 apró, zöldesfehér virágot is tartalmazhat. Az egyes virágok 2 mm szélesek és 4 mm magasak, három csésze- és három sziromlevelük van; utóbbiak egyike mézajakká módosult. A csészelevelek közül kettő ferdén felfelé, egy lefelé áll, míg a két keskeny sziromlevél oldalra, a rövid és háromszögletű, sötétzöld mézajak pedig felfelé álló helyzetben van. Érdekesség, hogy a legtöbb orchideafaj esetében a virág szára 180°-ban elfordul, így az eredetileg felfelé álló mézajak lefelé kerül. A tőzegáfonyánál egy újabb csavarodással összességében 360°-os eltérés következik be, vagyis a mézajak ismét felfelé áll.
Termése tojásdad, 4-5 mm hosszú és 2-2,3 mm széles toktermés, amelyben kb. 1500 apró mag fejlődik. 

## Elterjedése és élőhelye
A tőzegorchidea az északi féltekén fordul elő, elsősorban Európában Skandináviától az Alpokig és a Kárpátokig. Dél-Szibériában is megtalálható, kelet felé egészen Szahalinig és Japánig terjed. Észak-Amerikában Alaszkától Kanada Ontario tartományáig, dél felé az USA Minnesota államáig hatol. (Codes) A mocsarak lecsapolásával és a tőzeg kitermelésével jelentősen visszaszorult. Magyarországon egyetlen helyről, a Csaroda melletti tőzeglápról ismert. Az 1820-as években leírták a Hanságból is, ottani élőhelye azóta megsemmisült.  
Mocsarakban, elsősorban tőzeglápokon él, ahol környezete lassú, de állandó vízáramlásnak van kitéve. A savanyú talajt részesíti előnyben, de szükség esetén elviseli a meszesebb környezetet is. Hazai élőhelyén a víz kémhatását pH 4-5,9 közöttinek mérték. Nedvesség- és fényigényes növény. Többnyire a tőzegen nő, de előfordulhat a talajon is a sás és fű között. Egész élettartama alatt nagy jelentősége van a gombáktól szerzett tápanyagoknak. A gombafonalak nem csak a gyökerek, hanem az álgumóközeli levelek tövében is megfigyelhetőek. Nem minden évben hajt ki, franciaországi mérések szerint 7-20-szoros különbségek is lehetnek az egyedszámban a különböző években. A virágzó tövek aránya 33-63% (átlagosan 50%). 
Hajtásai júniusban jelennek meg. Július második felében és augusztusban nyílik. Különböző apró legyek és szúnyogok (gombaszúnyogok, gyászszúnyogok stb.) porozzák be. A megtermékenyülési arány alacsoní, 0-36% közötti. A magok szeptember közepére érnek be. A növény vegetatívan is szaporodik a leveleken (ritkán az álgumókon is) fejlődő apró sarjhagymái révén.

## Természetvédelmi helyzete
Leginkábbb élőhelyeinek visszaszorulása, kiszátadása vagy szukcessziója fenyegeti. Magyarországon egyetlen állománya található, összesen néhány tíz egyeddel; a kipusztulás fenyegeti. 1996 óta fokozottan védett, természetvédelmi értéke 100 000 Ft.

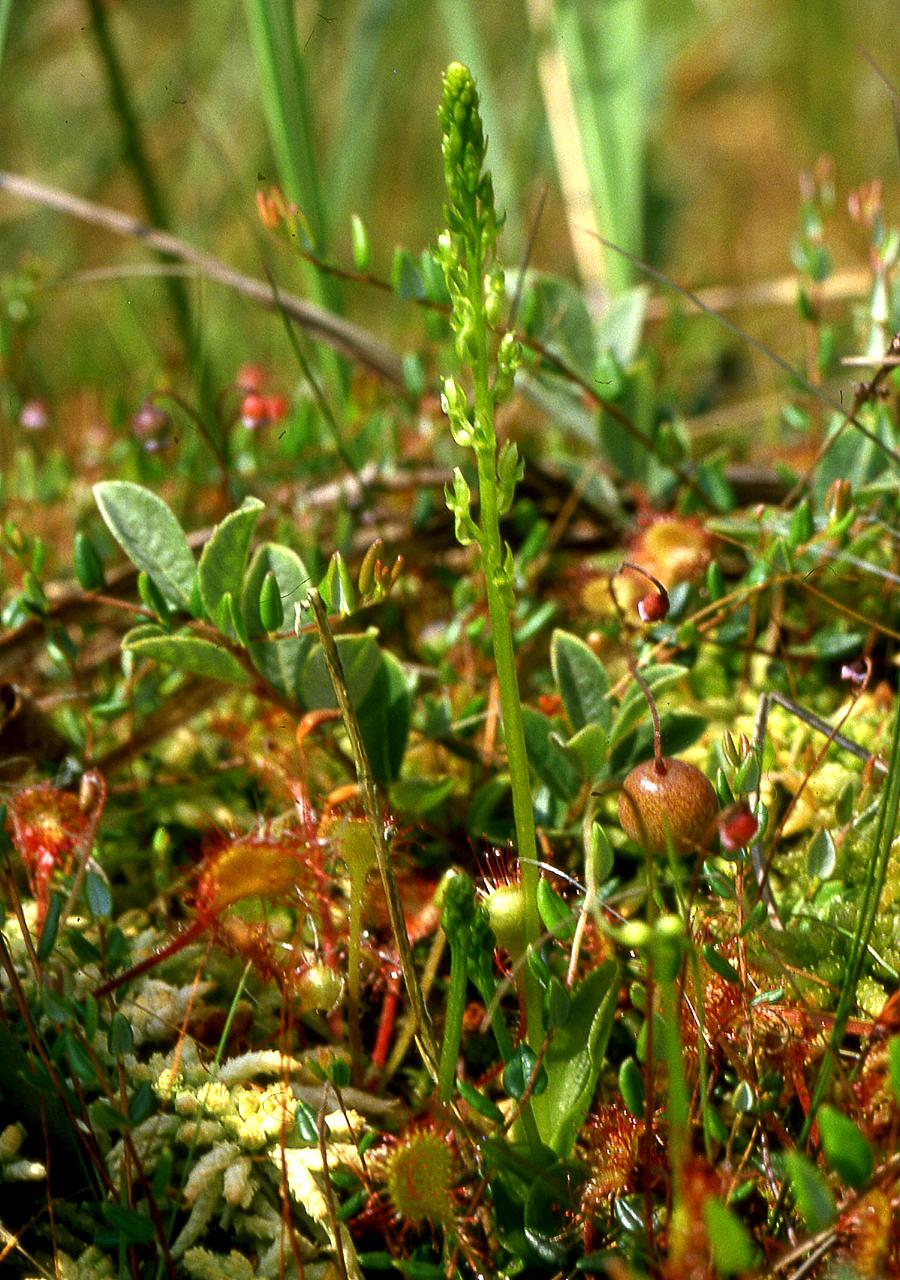
Habitusa
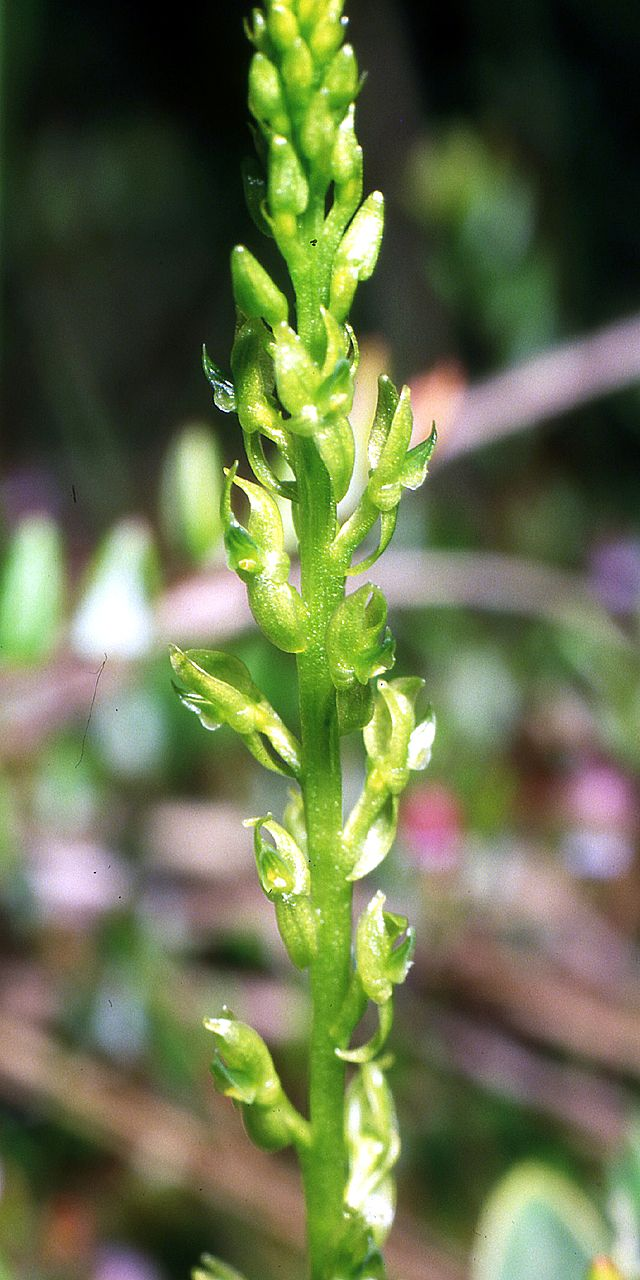
Virágai
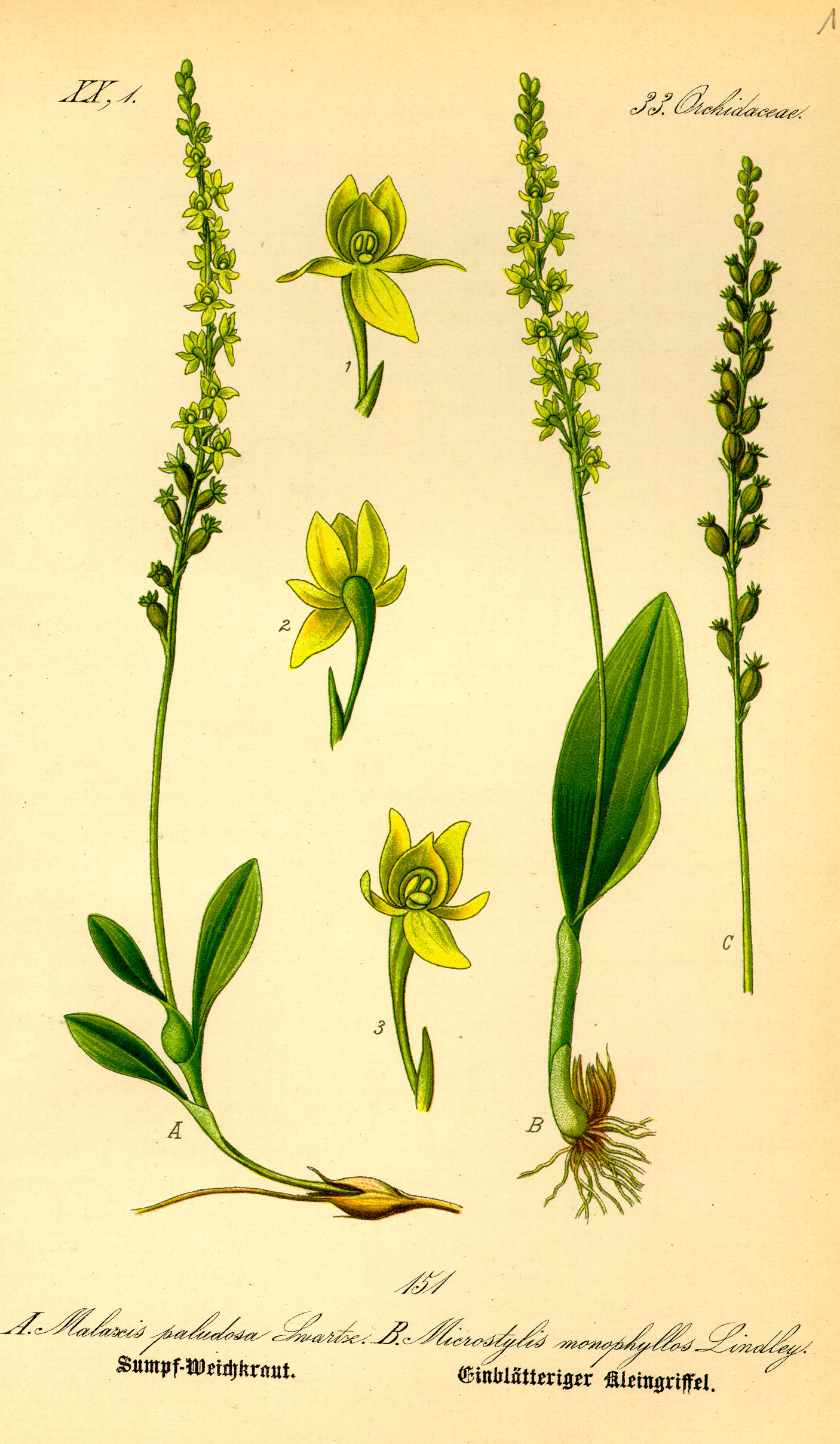
Ábrázolása (A) az 1885-ös  Flora von Deutschland, Österreich und der Schweiz-ben
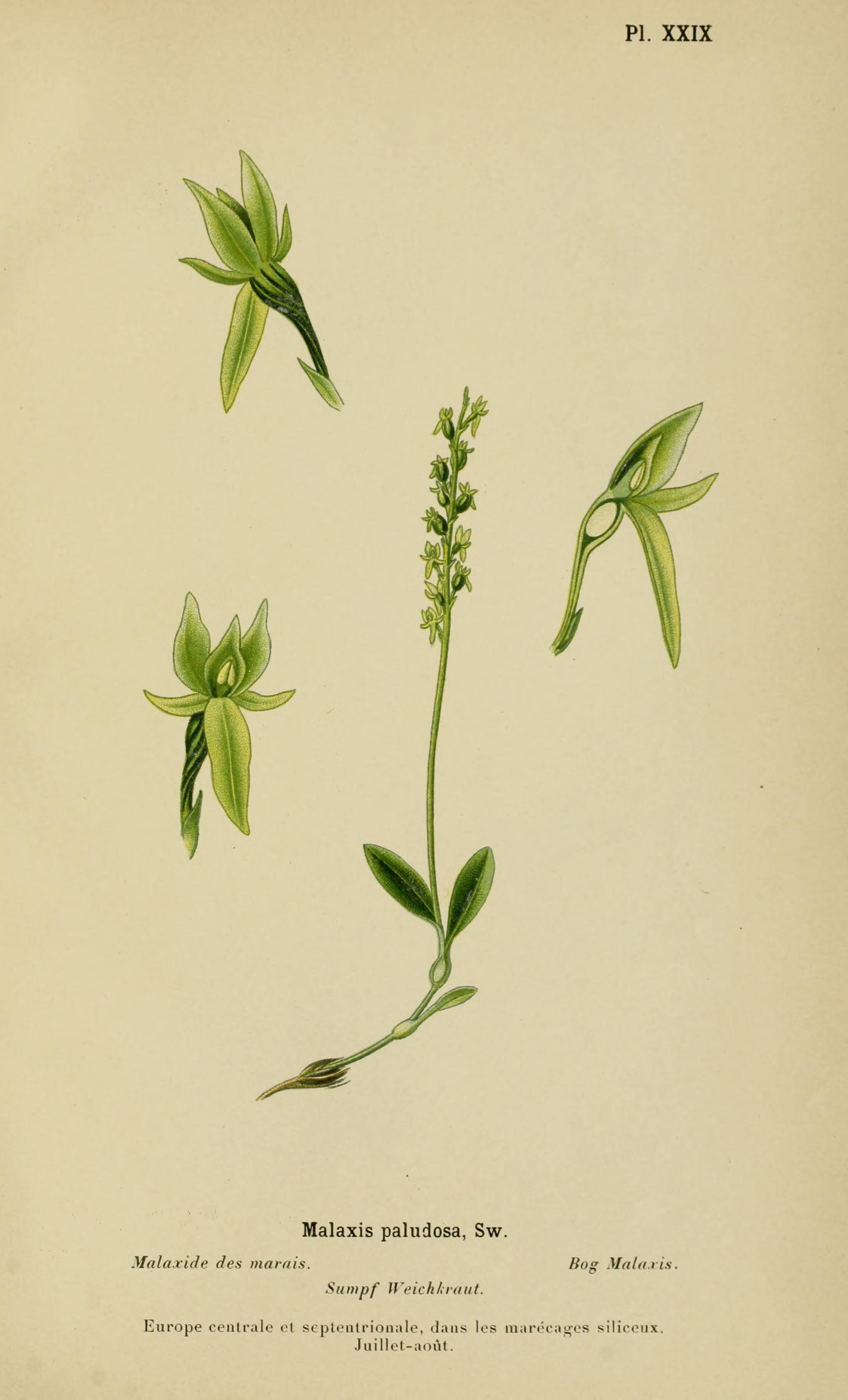
Ábrázolása 1899-ből

## Fordítás
- Ez a szócikk részben vagy egészben  a   Hammarbya című angol Wikipédia-szócikk ezen változatának fordításán alapul.  Az eredeti cikk szerkesztőit annak laptörténete sorolja fel. Ez a jelzés csupán a megfogalmazás eredetét és a szerzői jogokat jelzi, nem szolgál a cikkben szereplő információk forrásmegjelöléseként.